# Parc naturel du Taunus
Pour les articles homonymes, voir Taunus (homonymie).
 (avril 2021).
La mise en forme du texte ne suit pas les recommandations de Wikipédia : il faut le « wikifier ».
Les points d'amélioration suivants sont les cas les plus fréquents :
- Les titres sont pré-formatés par le logiciel. Ils ne sont ni en capitales, ni en gras.
- Le texte ne doit pas être écrit en capitales (les noms de famille non plus), ni en gras, ni en italique, ni en « petit »…
- Le gras n'est utilisé que pour surligner le titre de l'article dans l'introduction, une seule fois.
- L'italique est rarement utilisé : mots en langue étrangère, titres d'œuvres, noms de bateaux, etc.
- Les citations ne sont pas en italique mais en corps de texte normal. Elles sont entourées par des guillemets français : « et ».
- Les listes à puces sont à éviter, des paragraphes rédigés étant largement préférés. Les tableaux sont à réserver à la présentation de données structurées (résultats, etc.).
- Les appels de note de bas de page (petits chiffres en exposant, introduits par l'outil «  Source ») sont à placer entre la fin de phrase et le point final[comme ça].
- Les liens internes (vers d'autres articles de Wikipédia) sont à choisir avec parcimonie. Créez des liens vers des articles approfondissant le sujet. Les termes génériques sans rapport avec le sujet sont à éviter, ainsi que les répétitions de liens vers un même terme.
- Les liens externes sont à placer uniquement dans une section « Liens externes », à la fin de l'article. Ces liens sont à choisir avec parcimonie suivant les règles définies. Si un lien sert de source à l'article, son insertion dans le texte est à faire par les notes de bas de page.
- La présentation des références doit suivre les conventions bibliographiques. Il est recommandé d'utiliser les modèles {{Ouvrage}}, {{Chapitre}}, {{Article}}, {{Lien web}} et/ou {{Bibliographie}}. Le mode d'édition visuel peut mettre en forme automatiquement les références.
- Insérer une infobox (cadre d'informations à droite) n'est pas obligatoire pour parachever la mise en page.

Pour une aide détaillée, merci de consulter Aide:Wikification.
Si vous pensez que ces points ont été résolus, vous pouvez retirer ce bandeau et améliorer la mise en forme d'un autre article.

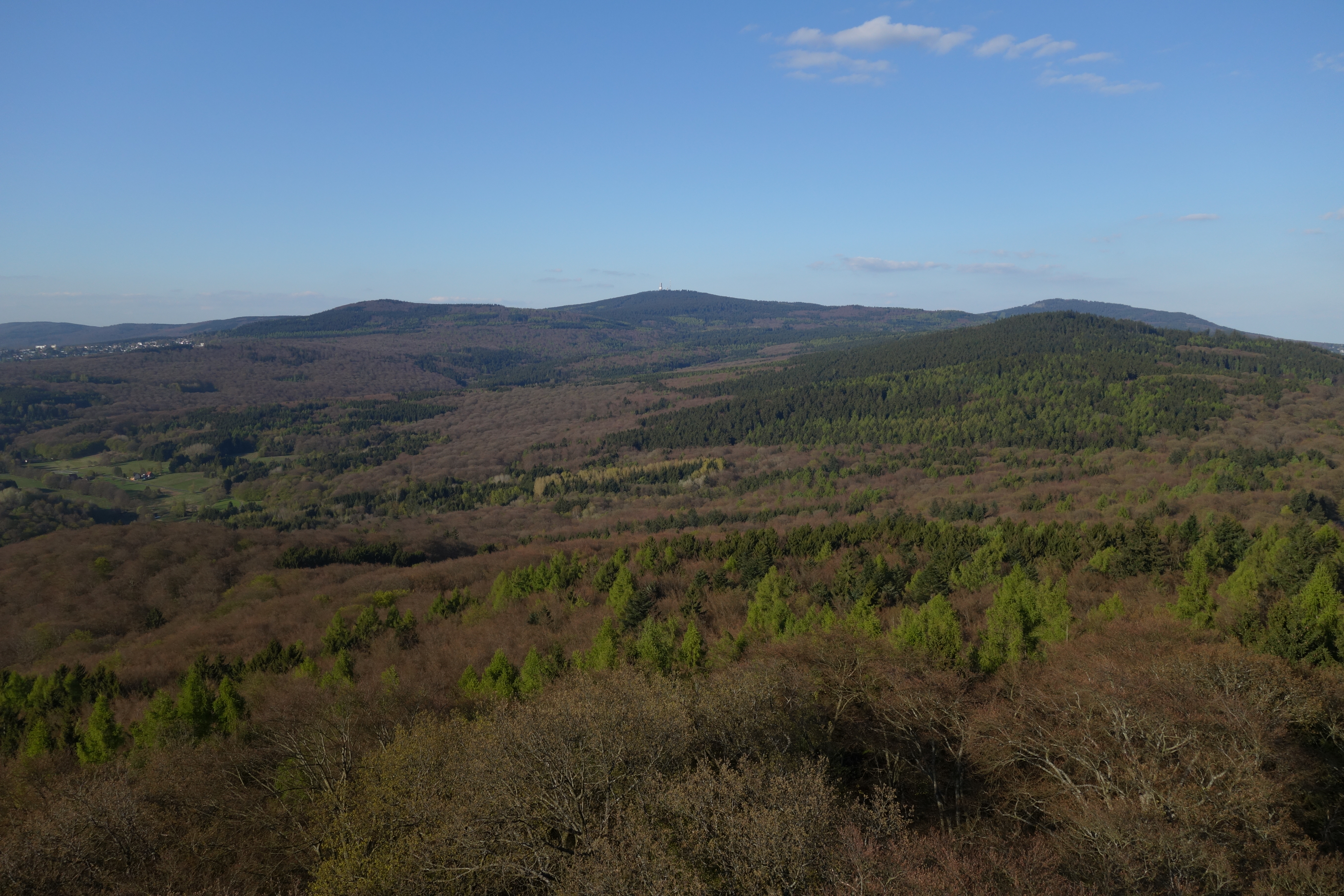
Vue le long de la crête du Taunus avec Großer Feldberg au centre de l'arrière-plan

Le parc naturel du Taunus (nommé jusqu'en décembre 2012 le parc naturel du Haut-Taunus ) est un parc naturel d'une superficie de 134 775 hectares (1347,75 km²) dans la basse chaîne de montagnes de Taunus en Allemagne. C'est le deuxième plus grand parc naturel de Hesse.

## Localisation géographique
Le parc naturel du Taunus est situé dans les arrondissements du Haut-Taunus, de Lahn-Dill, de Limburg-Weilburg, du Main-Taunus, de Wetterau  et de Gießen. Ses frontières sont marquées à l'ouest par l'autoroute fédérale 3, au nord par la vallée de Lahn et à l'est par l'autoroute fédérale 5. Au sud, il est délimité par Francfort-sur-le-Main et Wiesbaden. Le parc borde directement le parc naturel du Rhein-Taunus à l'ouest.
Au sein du parc naturel se trouve le Großer Feldberg (881,5 m), qui est le mont le plus élevé de la chaîne montagneuse. 

## Flore
Le Haut-Taunus est peu peuplé et densément couvert de forêts de conifères. Dans l'est du Hintertaunus, il y a principalement des forêts de feuillus. Le Taunus est caractérisé par ses vastes vergers qui sont surtout situés dans le Vordertaunus et sur les pentes à l'est du Wetterau.

## Exploitation
Les arrondissements mentionnés ci-dessus ont formé une association avec la ville de Francfort-sur-le-Main dans le but de protéger la flore et la faune indigènes de cette zone, de préserver, de façonner et de prendre soin du paysage. Le parc naturel est une zone de loisirs locale populaire pour les résidents des régions Rhin-Main et Lahn-Dill. Ce lieu, qui allie conservation de la nature et tourisme, attire chaque année 18 millions de visiteurs.

## Fonctions et récompenses
L'une des fonctions principales du parc est la gestion des visiteurs : randonneurs, cavaliers, vététistes, skieurs... Les mesures prises comprennent la création d'un système de sentiers pour les skieurs de fond, utilisable par les vététistes en été, ainsi que la connexion aux transports publics locaux au moyen d'un réseau de bus régional. Ce dernier contribue notamment à soulager les zones écologiquement sensibles en réduisant la circulation automobile dans le parc. 120 parkings sont également directement reliées aux sentiers de randonnée. 1240 kilomètres de sentiers de randonnée peuvent être parcourus seul ou avec un guide.
Le parc naturel a reçu le premier prix du Concours fédéral des parcs naturels allemands du Ministère fédéral de l'Environnement en 1998.

## Organisation
Le parc naturel de Taunus est légalement considéré comme une association intercommunale et ses membres y agissent conformément à la loi sur le travail communautaire communal (KGG).  Le siège du bureau administratif de l'association est le Centre d'information du Taunus (TIZ) sur la Hohemarkstrasse à Oberursel.

## Manifestations
Le parc naturel de Taunus organise le marathon annuel du Weiltalweg depuis 2003. De plus, depuis 2008, une course de relais parallèle au marathon est proposée sur la même distance et le même parcours marathon, avec un relais de 4 participants. Depuis 2010, le parc propose également une course de 22 km.

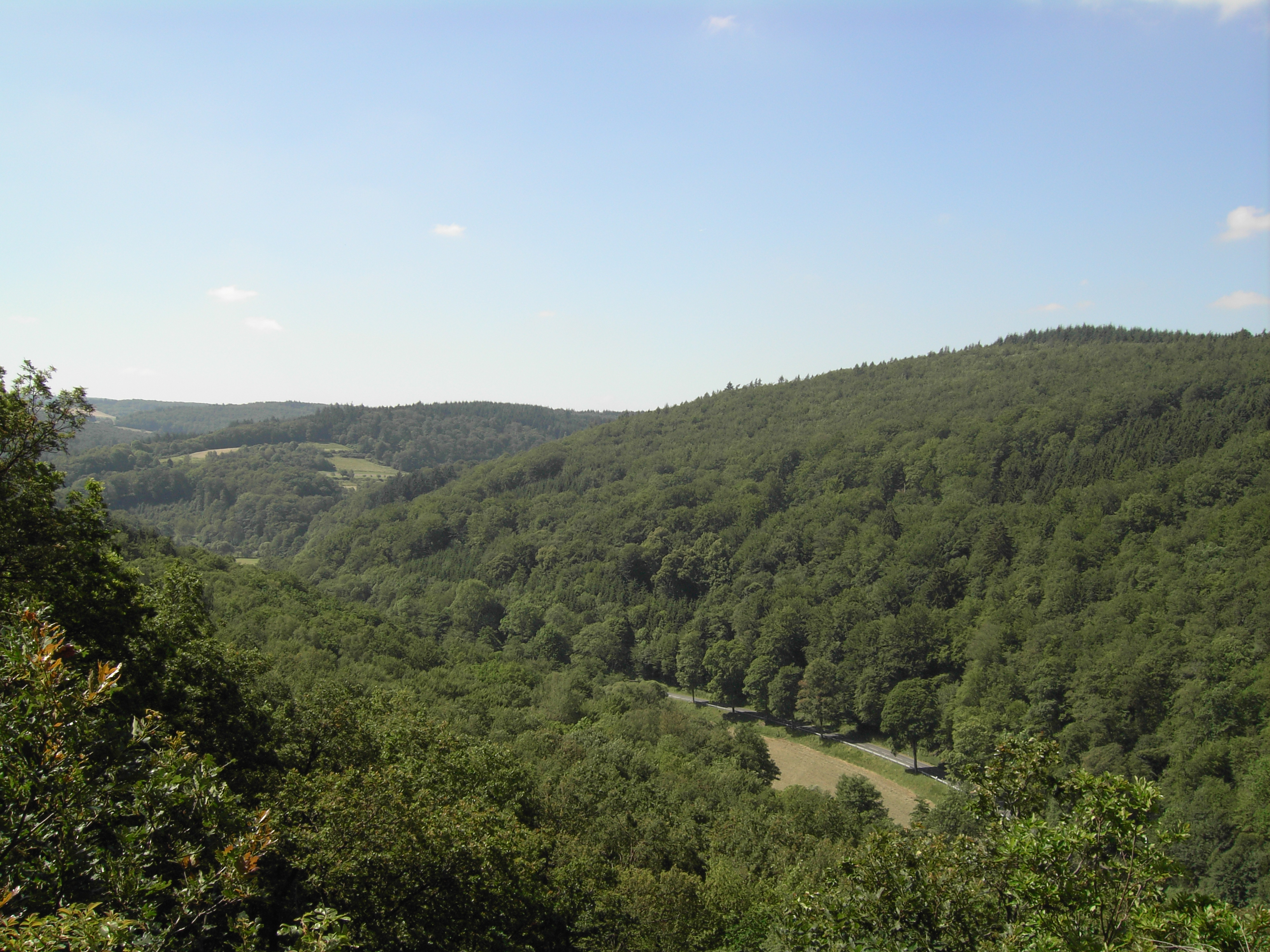
Weiltal

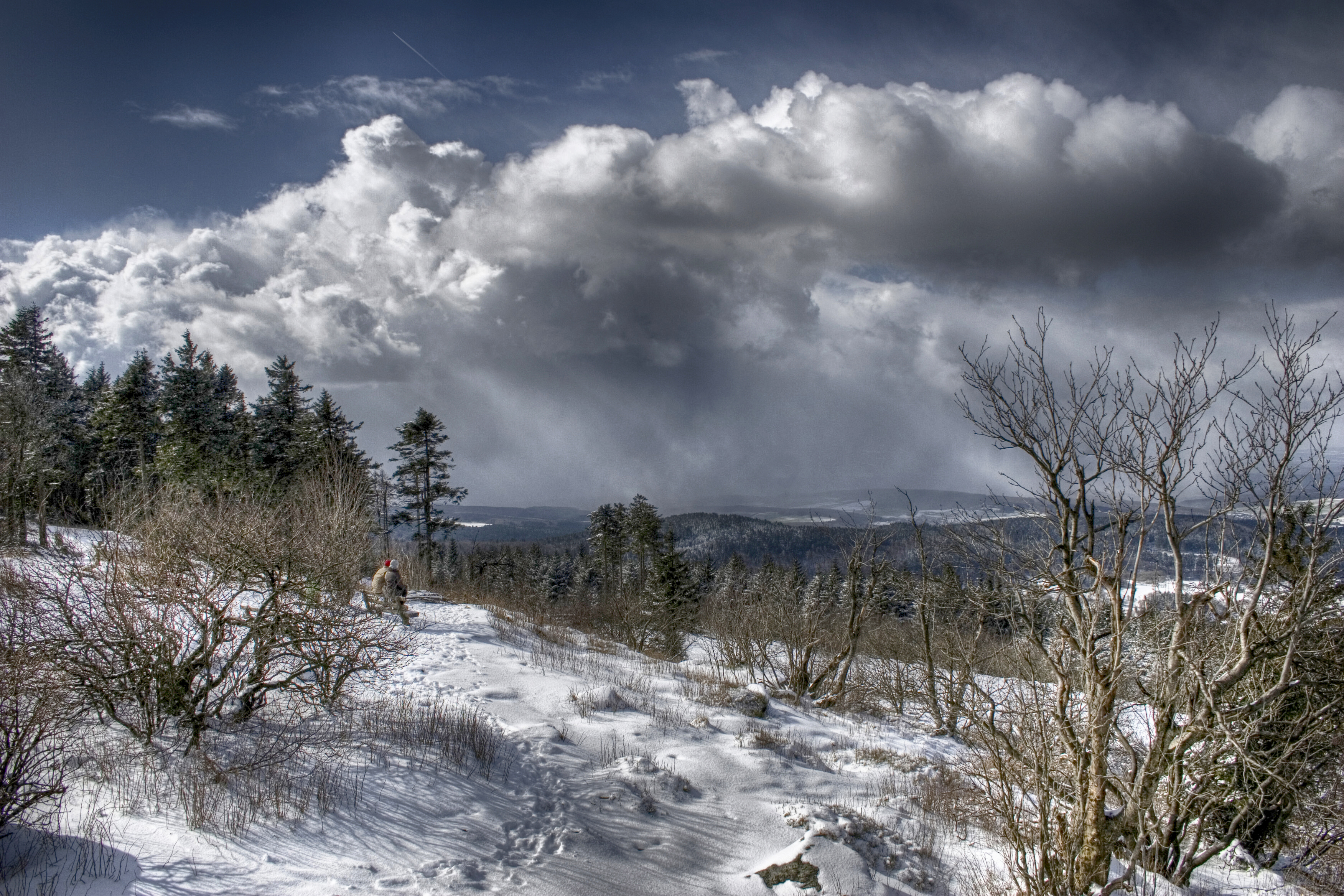
Grand Feldberg

## Attractions touristiques

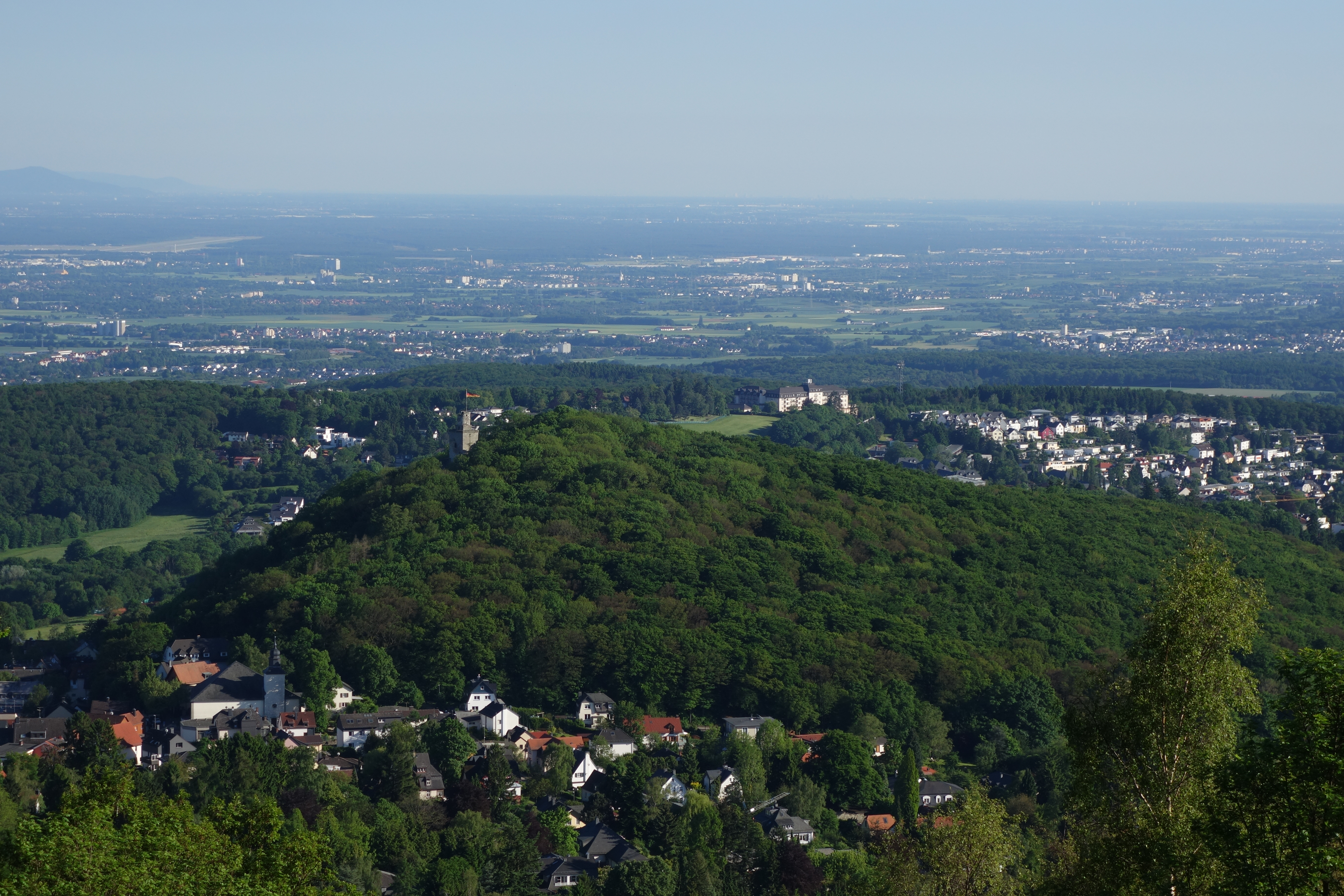
Château de Falkenstein avec colline du château au-dessus de Königstein im Taunus

### Divers
- Musée en plein air du Hessenpark - près de Neu-Anspach
- Parc d'attractions Lochmühle - près de Wehrheim
- Fort romain de Saalburg - près de Bad Homburg
- Falaises de Eschbach - près d' Usingen
- Grotte de cristal de Kubach - près de Kubach
- Carrière de marbre de Lahn Unica - près de Villmar
- Bad Camberg - avec le centre-ville historique et la chapelle
- Braunfels - avec le château de Braunfels
- Königstein - avec le château de Königstein
- Falkenstein - avec les ruines du château de Falkenstein
- Kronberg - avec le château de Kronberg
- Weilburg - avec le château de Weilburg
- Großer Feldberg - le plus haut mont du Taunus (881,5 m), près de Schmitten
- Valée du Weil - source au fort Kleiner Feldberg
- Parc animalier Opel-Zoo - entre Königstein et Kronberg
- Château des oiseaux (Vogelburg) - près de Weilrod - Hasselbach
- Parc animalier de Weilburg - près de Weilburg - Hirschhausen

### Tours d'observation
Dans la zone du parc naturel, on trouve plusieurs tours d'observation sur les monts suivants :
- Atzelberg (506,7 m), avec la tour Atzelberg, près d' Eppenhain
- Gaulskopf (396,8 m), près de Wehrheim - Pfaffenwiesbach
- Großer Feldberg (881,5 m), près de Schmitten-Oberreifenberg
- Hausberg (485,7 m), près de Butzbach - Hausen-Oes
- Hardtberg (408,7 m), près de Königstein- Mammolshain
- Herzberg (591,4 m), près de Bad Homburg vor der Höhe
- Kapellenberg (292,0 m), avec maître tour, près de Hofheim am Taunus
- Pferdskopf (662,6 m), près de Schmitten- Treisberg
- Stoppelberg (401,2 m), près de Wetzlar
- Winterstein (482,3 m), près de Wehrheim-Pfaffenwiesbach